# Жіноча збірна Камеруну з футболу
Жіноча збірна Камеруну з футболу представляє Камерун на міжнародних матчах та турнірах з футболу. Контролюється Камерунською федерацією футболу. Одна із найсильніших збірних Африки. У 2012 році вперше відібралася на Олімпійські ігри, а у 2015 та 2019 — на чемпіонат світу, де змогла вийти з групи.
Також збірна чотири рази виходила у фінал чемпіонат Африки з футболу серед жінок, тричі посідала 3-місце і чотири рази четверте.
Головний тренер Габріель Забо.